# Матта, Гавино
Гавино Матта (итал. Gavino Matta; 9 июня 1910, Сассари, Сардиния — 20 января 1954, Сассари, Сардиния) — итальянский боксёр, представитель наилегчайшей весовой категории. Выступал за сборную Италии в 1930-х годах, обладатель серебряной медали летних Олимпийских игр в Берлине, бронзовый призёр чемпионата Европы, победитель первенств национального значения, международных турниров и матчевых встреч. В 1938—1948 годах боксировал на профессиональном уровне, владел титулом чемпиона Италии среди профессионалов.

## Биография
Гавино Матта родился 9 июня 1910 года в городе Сассари, Сардиния.

### Любительская карьера
Первого серьёзного успеха в боксе добился в 1934 году, когда одержал победу на чемпионате Италии в Неаполе, превзойдя всех соперников в наилегчайшей весовой категории. Год спустя защитил своё чемпионское звание.
В 1936 году в третий раз подряд стал чемпионом Италии в наилегчайшем весе и удостоился права защищать честь страны на летних Олимпийских играх в Берлине. На стадии полуфиналов превзошёл американца Луиса Лори, который впоследствии был признан самым техничным боксёром Олимпиады, тогда как в решающем финальном поединке по очкам уступил немцу Вилли Кайзеру. Тем самым завоевал серебряную олимпийскую награду.
В 1937 году в категории до 50,8 кг Матта выиграл бронзовую медаль на домашнем чемпионате Европы в Милане, где в матче за третье место взял реванш у Кайзера.

### Профессиональная карьера
Покинув расположение итальянской сборной, в январе 1938 года Матта успешно дебютировал на профессиональном уровне. Выступал с переменным успехом преимущественно на домашних турнирах в Италии.
В 1940 году претендовал на титулы чемпиона Италии и чемпиона Европейского боксёрского союза (EBU) в наилегчайшем весе, но проиграл досрочно в 11-м раунде соотечественнику Энрико Урбинати (43-6-1).
В 1945 году всё же завоевал титул чемпиона Италии, сумел один раз защитить его, после чего в рамках второй защиты лишился.
В 1947 году вновь стал чемпионом Италии в наилегчайшей весовой категории, выиграв у Марио Солинаса (7-6-3).
Последний раз боксировал среди профессионалов в июле 1948 года, утратил свой чемпионский пояс и на этом завершил спортивную карьеру. В общей сложности провёл 35 боёв, из них 24 выиграл (в том числе 6 досрочно), 9 проиграл, тогда как в двух случаях была зафиксирована ничья.
Умер 20 января 1954 года в Сассари в возрасте 43 лет.